# Скокови у воду на Летњим олимпијским играма 2016 — даска 3 м синхронизовано за жене
Такмичење у скоковима у воду у дисциплини синхронизовани скокови са даске за жене на Летњим олимпијским играма 2016. у Рио де Жанеиру одржано је 7. августа на базену Центра за водене спортове Марија Ленк смештеном у четврти Бара да Тижука.
На такмичењу је учестовало укупно 8 парова из 8 земаља. Одржано је само финале, а сваки пар  је извео по 5 скокова.
Златну медаљу освојио је кинески пар Ши Тингмао и Ву Минсја са збирном оценом од 345,60. Била је то трећа узастопна златна медаља у овој дисциплини за Ву Минсја. Сребрну медаљу освојио је италијански пар Тања Кањото и Франческа Далапе са зборном оценом од 313,83, док је бронза припала пару Медисон Кини и Анабел Смит из Аустралије (оцена 299,19). 

## Освајачи медаља
|                               | Резултат |                                          | Резултат |                                         | Резултат |
|                               |          |                                          |          |                                         |          |
| Кина · Ши Тингмао · Ву Минсја | 345,60   | Италија · Тања Кањото · Франческа Далапе | 313,83   | Аустралија · Медисон Кини · Анабел Смит | 299,19   |

## Резултати
| Плас. | Скакачи                         | НОК                  | Скокови | Скокови | Скокови | Скокови | Скокови | ∑      |
| Плас. | Скакачи                         | НОК                  | 1.      | 2.      | 3.      | 4.      | 5.      | ∑      |
| ----- | ------------------------------- | -------------------- | ------- | ------- | ------- | ------- | ------- | ------ |
|       | Ши Тингмао Ву Минсја            | Кина                 | 55,80   | 52,20   | 76,50   | 80,10   | 81,00   | 345,60 |
|       | Тања Кањото Франческа Далапе    | Италија              | 51,60   | 50,40   | 71,10   | 66,03   | 74,70   | 313,83 |
|       | Медисон Кини Анабел Смит        | Аустралија           | 48,00   | 42,00   | 70,20   | 67,89   | 71,10   | 299,19 |
| 4.    | Џенифер Абел Памела Вер         | Канада               | 46,80   | 45,00   | 70,20   | 68,82   | 67,50   | 298,32 |
| 5.    | Чеонг Јун Хонг Нур Дабита Сабри | Малезија             | 49,80   | 47,40   | 71,10   | 60,30   | 64,80   | 293,40 |
| 6.    | Алиша Благ Ребека Галантри      | Уједињено Краљевство | 49,80   | 47,40   | 64,80   | 64,80   | 66,03   | 292,83 |
| 7.    | Тина Пунцел Нора Субшински      | Немачка              | 48,00   | 48,00   | 60,30   | 60,45   | 67,50   | 284,25 |
| 8.    | Тами Такаги Жулијана Велосо     | Бразил               | 45,00   | 46,20   | 59,40   | 47,70   | 60,45   | 258,75 |